# ابوطالب اغریسی
ابوطالب، علی اِغریسی (نسب: علی بن مصطفی بن محمد بن مختار) فقیه الجزایری در سده ی نوزدهم میلادی/سیزدهم هجری بود. در کاشور، استان معسکر زاده شد و در وهران دانش آموخت. در منقولات و معقولات برجسته بود و در نزدیکی تلمسان درگذشت، در روستای العباد دفن شد. 